# Typophyllum gibbosum
Typophyllum gibbosum is een rechtvleugelig insect uit de familie sabelsprinkhanen (Tettigoniidae). De wetenschappelijke naam van deze soort is voor het eerst geldig gepubliceerd in 1925 door Vignon.